# Vacanze in America
Vacanze in America è un film del 1984 diretto da Carlo Vanzina.

## Trama
Un gruppo di studenti ed ex studenti della scuola cattolica San Crispino parte da Roma alla volta degli Stati Uniti per una vacanza di due settimane: la guida della scatenata comitiva è affidata al giovane insegnante di storia e geografia fra Rodolfo da Ceprano, conosciuto da tutti come "don Buro", e da un sacerdote anziano, l'ingenuo insegnante di religione don Serafino.
La gita avrà dei risvolti notevolmente diversi per ogni partecipante: Alessio Liberatore, il narratore degli eventi, si innamorerà dell'affascinante Antonella, che proverà anche a rintracciarlo a Roma quando però lui ha già trovato un'altra ragazza non volendo passare per la "ruota di scorta" di Antonella; Pappola, De Blasio e Peo Colombo, un ex alunno ora universitario fuori corso, dopo aver tentato in ogni modo di fare la parte dei latin lover perderanno tutto il denaro a Las Vegas; Filippo De Romanis troverà invece l'amore, mentre gli altri studenti si invaghiranno di belle ragazze sconosciute o semplicemente cercheranno di divertirsi.
Don Buro, dal canto suo, resiste alle maldestre avances della madre di Filippo, la signora De Romanis, divorziata e co-organizzatrice della vacanza, che grazie al prete capisce finalmente che non è il caso di arrovellarsi nelle sue tristezze di moglie divorziata e madre apprensiva, e infine inizierà a frequentare il padre della fidanzata del figlio, un dentista americano e divorziato come lei. Finita la vacanza il gruppo rientra in Italia, soddisfatto per aver trascorso dei giorni irripetibili.

## Riprese
Il film è stato girato tra Italia e Stati Uniti. La villa di Furio Pittigliani "Pappola" è nella realta la Villa all'Olgiata situata sulla Strada C a Roma. Le riprese del fantomatico Istituto "San Crispino" di Roma sono state fatte alla Marymount International School situata sempre a Roma. Per le riprese svolte negli States: le scene dell'albergo sono state girate all'Hotel Roosvelt situato sulla East 45th Street a New York. L'appartamento di Liberani Ermanno "Lo schiantatope" è nella realta una camera dell'albergo The San Remo, nei pressi di Central Park. Proprio a Central Park sono state girate alcune scene con protagonista Claudio Amendola e Antonella Interlenghi, oltre alla scena della sparatoria con Jerry Calà. Altre scene sono state girate all'Hotel Plaza.
A Los Angeles l'albergo in cui alloggia la comitiva è l'Hotel Ambassador. Infine la famosa scena della partita di calcio è stata girata al Zabriskie Point nella Valle della Morte. Altre scene sono state girate a Memphis e a Las Vegas.

## Distribuzione
Il film è uscito nelle sale italiane il 20 dicembre 1984.

## Colonna sonora
Le musiche originali del film sono curate da Manuel De Sica, fratello di Christian, l’interprete di Don Buro.
Sono inoltre contenuti i seguenti brani celebri:
- Eros Ramazzotti – Terra Promessa
- Lou Reed – Vicious
- Zanky – Love Can Stand a Lie
- Aurelio Fierro – Reginella Campagnola
- The Pointer Sisters – Jump (For My Love)
- John Denver – Take Me Home, Country Roads
- Creedence Clearwater Revival – The Midnight Special
- Lou Monte – Twist Italiano
- The Beach Boys – I Get Around
- Antonello Venditti – Ci Vorrebbe Un Amico
- Rita Rusić – Funny Face

## Accoglienza

### Incassi
Uscito nel periodo natalizio, il film non fu il successo sperato dove raggiunse un incasso di 1.700.000.000 di lire,non riuscendo a eguagliare quello del precedente Vacanze di Natale, a causa dello scontro al botteghino con Non ci resta che piangere dell'accoppiata Benigni-Troisi che incassò oltre 15 miliardi. Tuttavia quando venne trasmesso in prima visione il 15 gennaio 1987 su Italia 1 registrò un'audience di 10 milioni di telespettatori.
Comunque i Cecchi Gori non produrranno più film del filone vacanziero.

## Curiosità
- Inizialmente il titolo originale del film era semplicemente America!
- Mentre la troupe era a Las Vegas, Christian De Sica venne contattato da un malavitoso, che si qualificò amico del padre, e gli offrì un certo credito da giocare al casinò. De Sica impaurito dalla situazione rifiutò inventando che avrebbe dovuto girare molto presto il giorno seguente.[5]
- È uno dei pochi film dove Edwige Fenech recita con la propria voce senza essere doppiata. L'attrice, che peraltro veniva da un periodo dove i suoi ingaggi si erano notevolmente ridotti,  fu ingaggiata dai Vanzina su insistenza di Luca Cordero di Montezemolo con il quale era a quel tempo legata.[6]
- In un'intervista, De Sica confessò che in compagnia di Jerry Calà e Paolo Villaggio, che si trovava in quei giorni negli states in vacanza, si diressero a Las Vegas per giocare al casinò ma persero tutto e dovette provvedere Carlo Vanzina a pagare il conto dell'hotel per loro.[7]
- Al film avrebbe dovuto partecipare anche Marco Urbinati, famoso per aver interpretato Luca Covelli in Vacanze di Natale. L'attore, durante le riprese, a seguito di gravi problemi legati all'assunzione di allucinogeni, fu costretto a rientrare in Italia anticipatamente e il suo personaggio venne unito con quello di Fabio Ferrari che interpretava Il Pappola.[8][9][10][11]